# Uranopolicrasio
L'uranopolicrasio è un minerale appartenente al gruppo dell'euxenite.